# R-Ḥ-M
R-Ḥ-M (en arabe : ر-ح-م, en hébreu : ר-ח-ם) est la racine triconsonantale de nombreux mots arabes et hébreux, et beaucoup de ces mots sont utilisés comme noms. Cela indique la miséricorde et la compassion.  
- raḥam (en arabe : رحم, reḥem, en hébreu : רחם): « utérus ».
- raḥ'mah (en arabe : رحمة, raḥamim, en hébreu : רחמים): « bienveillant ; soins, miséricorde ».

## Arabe
Verbes arabes (en): 
- raḥima: « Sois doux, Sois prudent, Aie pitié de nous »
- raḥḥama: « Prend soin de, ressend de la sympathie pour »
- istirḥama: « implore la pitié »

Raḥmān est un terme arabe qui est couramment traduit par « compatissant » ou « bienfaisant ». Dans l'islam, Al-Rahman est un des  99 noms de Dieu. 
Rahim  « le Miséricordieux ». Comme les termes « Raḥmān » (« le miséricordieux »,  épithète divine), « le Dieu d'Israël » et le « Seigneur de Judah », peuvent également être vus dans les inscriptions du royaume juif yéménite Himyarite des VIe et VIIe siècles.
Les Quraish semblaient ne pas comprendre pourquoi Mohammed utilisait ce terme. Le païen Suhail ibn Amr a demandé à Mohammed de remplacer son insigne « Par le nom de Dieu Al-Rahman, le plus miséricordieux» (b-ismi-llāhi r-raḥmāni r-ra -īmi) par « par ton nom O Allah ! » (b-ismika allahum !). De plus, Suhail a déclaré: « Quant à "Rahman ", par Allah, je ne sais pas ce que cela signifie.» Il est donc peu probable qu'il s'agisse d'un élu de Raḥim[réf. nécessaire]
La sourate 19 est la sourate dans laquelle le nom Al-Rahman est mentionné le plus souvent (16 fois). Au verset 18 de cette sourate, Maryam (Marie) dit : « Je cherche refuge en Al-Rahman, afin que vous soyez justes.». Marie demande la protection d'Al-Rahman contre celui qu'elle perçoit comme un homme entrant dans sa chambre, mais qui est en fait l'archange Jibrāl (Gabriel).  
En 19:45, Abraham dit à son père, incroyant et adorateur d'idoles : « Je crains que tu ne sois frappé par la colère d'Al-Rahman, puis que tu deviens un allié du diable.» 
Pour l'islamologue et épigraphiste Christian Julien Robin, l'utilisation du terme Ar-Rahman en tant que qualificatif d'Allah démontre qu'il y a là une tentative de synthèse théologique effectuée par Muhammad pour assimiler une divinité monothéiste locale à Allah. L'historien identifie dans cette appellation un nom dérivé de « Rahmanân », qui désigne donc le dieu des juifs, mais aussi les dieux d'autres communautés monothéistes vivant dans l’Arabie préislamique, que ce soit chez des chrétiens, ou chez le prédicateur Musaylima, un rival de Muhammad,. Il ajoute : « Dans l'invocation bi-(i)smi (A)llâh ar-Rahmân ar-rahïm, il est clair que ar-Rahmân était à l'origine un nom propre et que le sens premier était : «au nom du dieu ar-Rahmàn le miséricordieux». Aux arguments historiques, on peut ajouter qu'en arabe, le mot rahmân ne se trouve que dans ce contexte. ». 

### Prénoms
- Abdur Rahman : « serviteur d'al-Rahman»
- Raheem, Rahman et Rahim : sont l'un des noms de Dieu dans l'Islam, signifiant « Miséricordieux »
- Raheema
- Rahema
- Rahima : est un prénom féminin arabe qui signifie "bon ou compatissant"
- Rahima
- Rakhim
- Rachman
- Rakhman
- Rachmaninov
- Rachmanov
- Rahmanov
- Rakhmanov
- Rachamim
- Rahamim

### Voir également
Rahmanisme (en)

## Hébreu
- raḥam, raḥamim: « Fait attention, sois doux, ais pitié de nous, aie une tendre affection, aie compassion »
- raḥum: « doux, sensible, compatissant»
- raḥmani: « doux, humble, prudent, miséricordieux, compatissant »
- raḥmi: « utérus »
- raḥmanot: « pitié, miséricorde, empathie» (usage : avoir compassion pour quelqu'un)
- raḥum v'ḥanun : compatissant et miséricordieux. Deux des treize attributs de Dieu, tirés d'Exode Ex 34,1.